# Gildone
Gildone là một thị trấn và comune ở tỉnh Campobasso, vùng Molise (nam Ý). Vào thời kỳ đỉnh cao, thị trấn có 3.000 cư dân, nhưng dân số hiện nay khoảng 900 người. Thị trấn nằm ở một vùng nông thôn được bao quanh bởi các trang trại rải rác với những cây ô liu và cừu, và cách thành phố Campobasso khoảng 15 phút về phía đông nam. Gildone trở nên nổi tiếng vì ông cố của Ariana Grande (Antonio Grande và Filomena Iavenditti) sống ở đây trước khi chuyển đến Mỹ vào năm 1912

## Di cư
Là một phần của cuộc di cư hàng loạt ở Ý, nhiều cư dân của Gildone đã rời thị trấn để tìm kiếm sự cải thiện về kinh tế. Những người di cư đầu tiên rời đi vào khoảng đầu thế kỷ 20 và chủ yếu định cư ở Brooklyn, New York và Cleveland, Ohio, cũng như Colorado, ở Hoa Kỳ. (Có một tấm bảng ở nhà thờ chính St. Sabino của Gildone, kỷ niệm sự đóng góp tài chính của cộng đồng Gildonese émigré ở Cleveland đối với việc khôi phục nhà thờ vào năm 1923.) Sau Thế chiến thứ hai, do luật nhập cư nghiêm ngặt hơn vào Hoa Kỳ, Gildonesi người di cư tìm kiếm cuộc sống mới ở nơi khác. Một lượng lớn đã chuyển đến Montreal, Quebec, Canada, nơi trên thực tế, số lượng người Gildonesi và con cháu của họ đã vượt quá dân số hiện tại của chính thị trấn. Truyền thống của Gildone tiếp tục tồn tại trong cộng đồng émigré ở Montreal, chẳng hạn như lễ tiêu tháng 8 và ngày kỷ niệm Santa Maria delle Grazie, được duy trì bởi Associazione Gildonese địa phương. Các cộng đồng Gildonese lớn khác tồn tại ở New York, Melbourne, Toronto, Bỉ, Buenos Aires, São Paulo và Caracas, cùng với các cộng đồng nhỏ ở Tây Úc, Vương quốc Anh, Đức và Thụy Sĩ.

## Các địa danh
Nhà thờ chính của Gildone có tác phẩm nghệ thuật có niên đại từ nhiều thế kỷ và một trong những nhà thờ khác trong thị trấn đã được chuyển đổi thành hội trường cộng đồng vào mùa xuân năm 2006. Có niên đại xa hơn về thời gian, nằm gần thị trấn là tàn tích của nghĩa địa Samnite cổ đại.

## Kinh tế
Giống như phần lớn miền Nam nước Ý, khu vực xung quanh Gildone chủ yếu bao gồm các trang trại quy mô nhỏ do gia đình quản lý. Có rất ít trong cách của ngành công nghiệp quan trọng.
Một sự phát triển đáng chú ý trong nền kinh tế địa phương là việc nuôi trâu nước để lấy sữa phục vụ sản xuất Mozzarella di Bufala (Buffalo Mozzarella). Cơ sở này mở cửa vào năm 2006.